# Megacollybia
Mégacollybie
Genre
Megacollybia, les Mégacollybies, est un genre de champignons basidiomycètes de l'ordre des Agaricales. Son nom provient du grec ancien et signifie « grande collybie ». 
Le genre Megacollybia est créé en 1972 sur la base d'une seule espèce : Megacollybia platyphylla afin de répondre à un positionnement systématique problématique. En effet, son pied cartilagineux vrillé et la chair de son chapeau très mince rappellent les Collybies alors que sa silhouette robuste fait penser à certains Tricholomes ou certaines Plutées tandis que sa cuticule montre une tendance hymèniforme. De ce fait, cette espèce a été attribuée à un grand nombre de genres par le passé (Agaricus, Collybia, Tricholomopsis, Clitocybula, Oudemansiella, Gymnopus, Hydropus). 
Des études génétiques ont montré que le genre Megacollybia appartient au sous-ordre des Marasmiineae au sein de l'ordre des Agaricales. Mais l'attribution exacte de la famille est laissée ouverte dans les premières études phylogénétiques moléculaires,. Marcel Bon pense que Megacollybia platyphylla est affine des Dermatolataceae, l'INPN la classe dans les Mycenaceae alors que MycoBank la considère comme une représentante des Marasmiaceae. Cependant sa proximité génétique avec les genres Atheniella, Clitocybula, Gerronema, Hydropus, Porotheleum et Trogia la placerait dans la famille des Porotheleaceae. 
D'abord considéré comme monospécifique, le genre Megacollybia est éclaté en plusieurs espèces distinctes à partir de 2007. Trois espèces sont présentes en Eurasie : Megacollybia platyphylla stricto sensu présente de la France à la Sibérie, M. marginata, répartie de l'Autriche à la Corée et M. clitocyboidea, distribuée de la Russie orientale au Japon. Les espèces américaines forment un groupe frère des espèces eurasiennes. Quatre espèces sont présentes en Amérique du Nord : M. fallax, M. rodmani, M. subfurfuracea et M. texensis et une en Amérique centrale et en Amérique du Sud : M. fusca.

## Ensemble des espèces
Liste des espèces acceptées selon GBIF (26 octobre 2021) :
- Megacollybia clitocyboidea R.H.Petersen, Takehashi & Nagas.
- Megacollybia fallax (A.H.Sm.) R.H.Petersen & J.L.Mata
- Megacollybia fusca J.L.Mata, Aime & T.W.Henkel
- Megacollybia marginata R.H.Petersen, O.V.Morozova & J.L.Mata
- Megacollybia platyphylla (Pers.) Kotl. & Pouzar
- Megacollybia rimosa V.Coimbra & Wartchow
- Megacollybia rodmanii R.H.Petersen, K.W.Hughes & Lickey
- Megacollybia subfurfuracea R.H.Petersen
- Megacollybia texensis R.H.Petersen & D.P.Lewis

Quelques espèces du genre Megacollybia
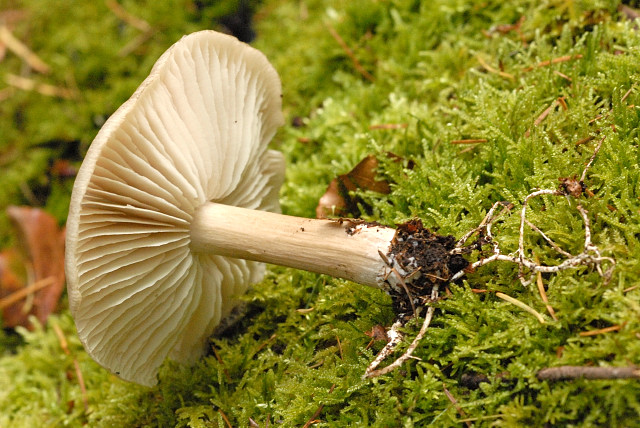
Megacollybia platyphylla
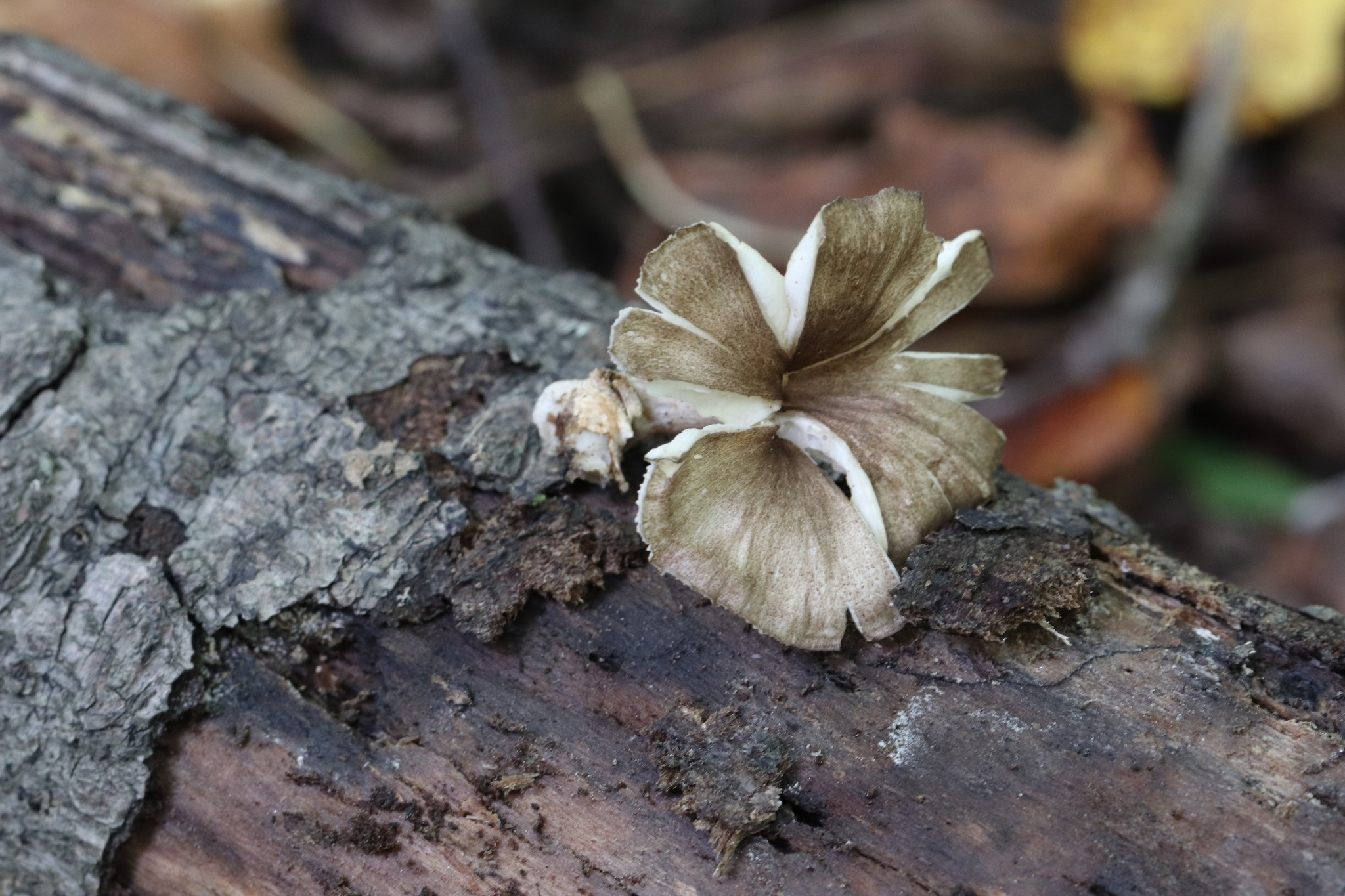
Megacollybia clitocyboidea
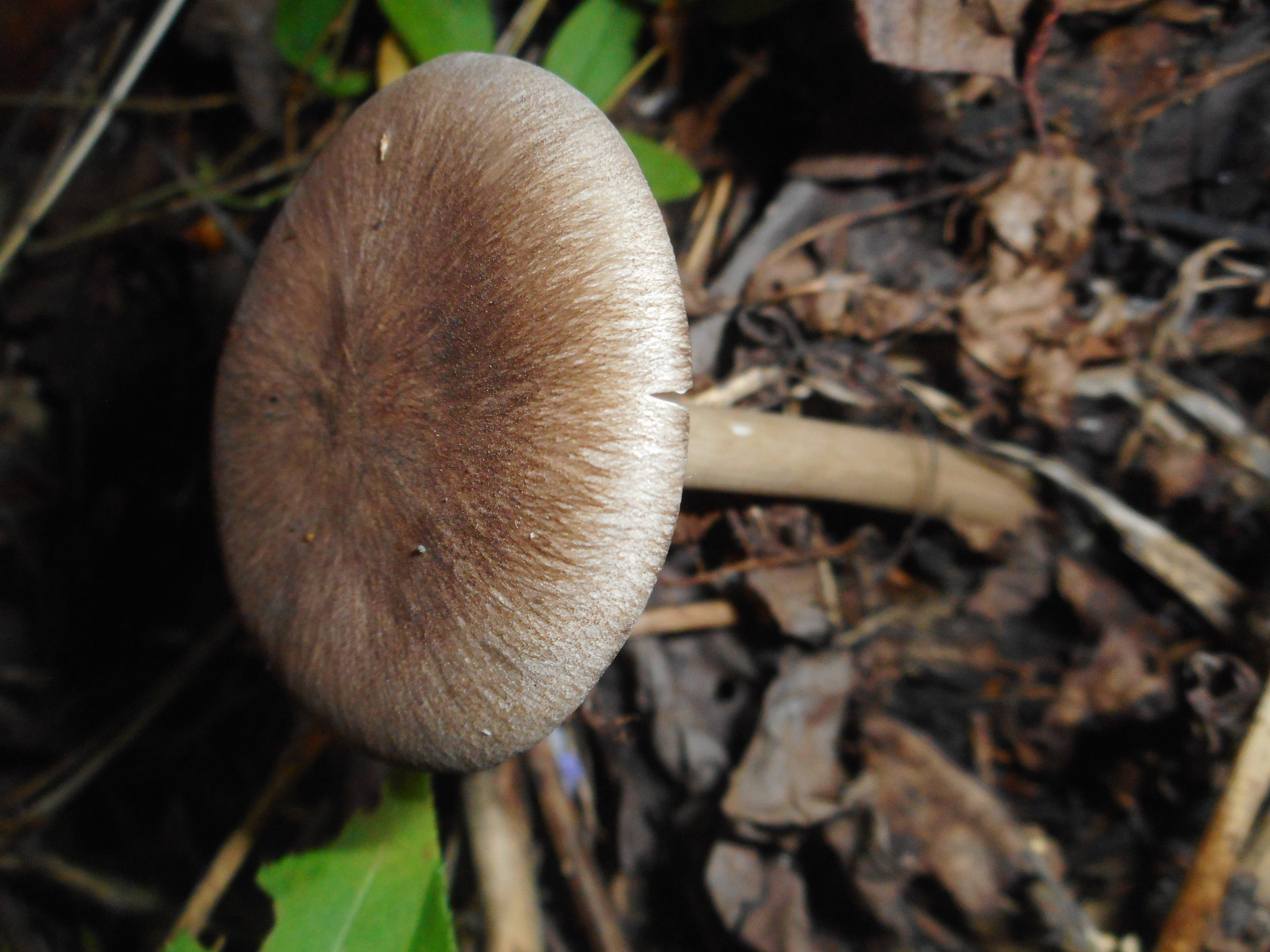
Megacollybia marginata
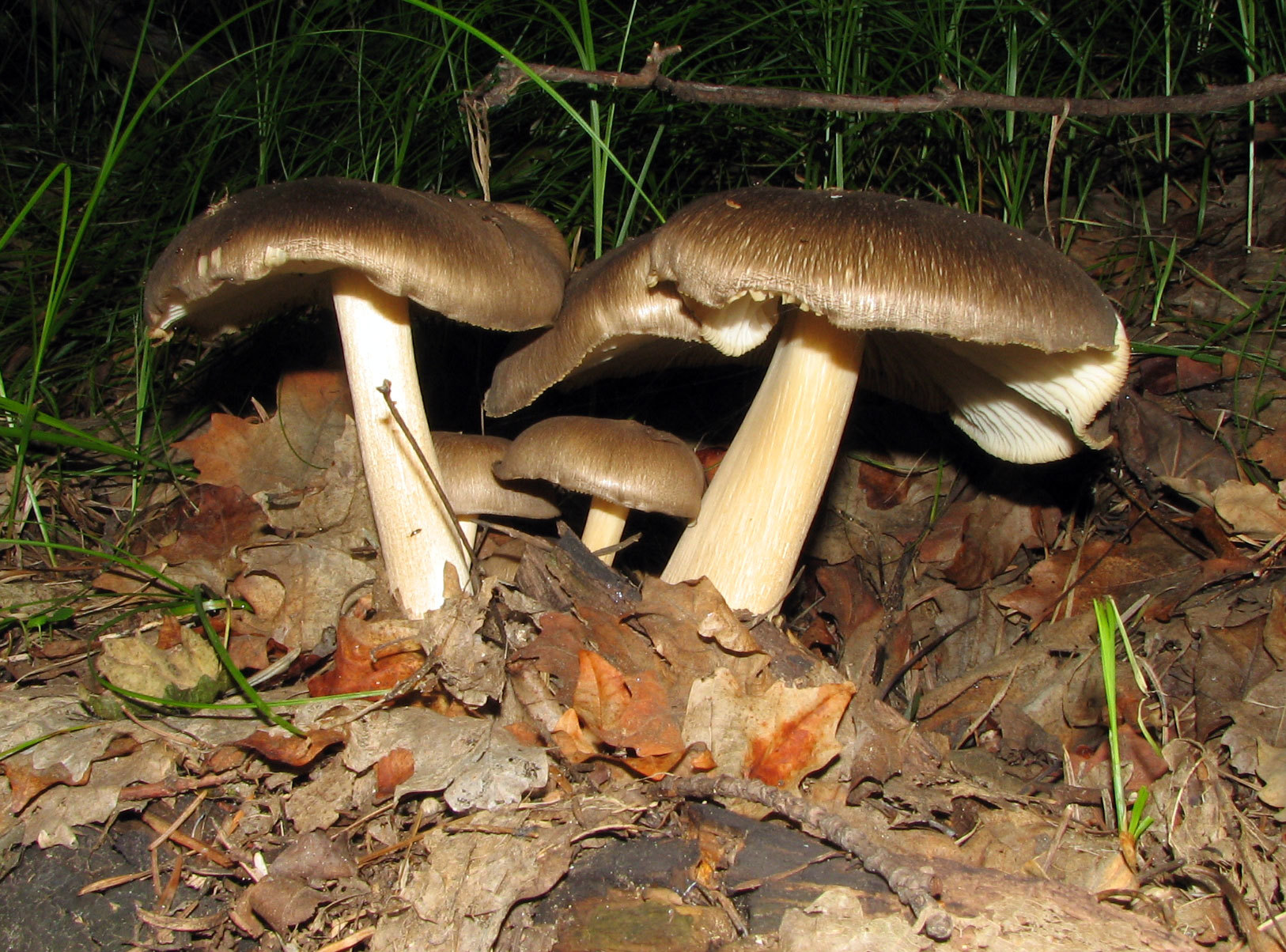
Megacollybia fallax
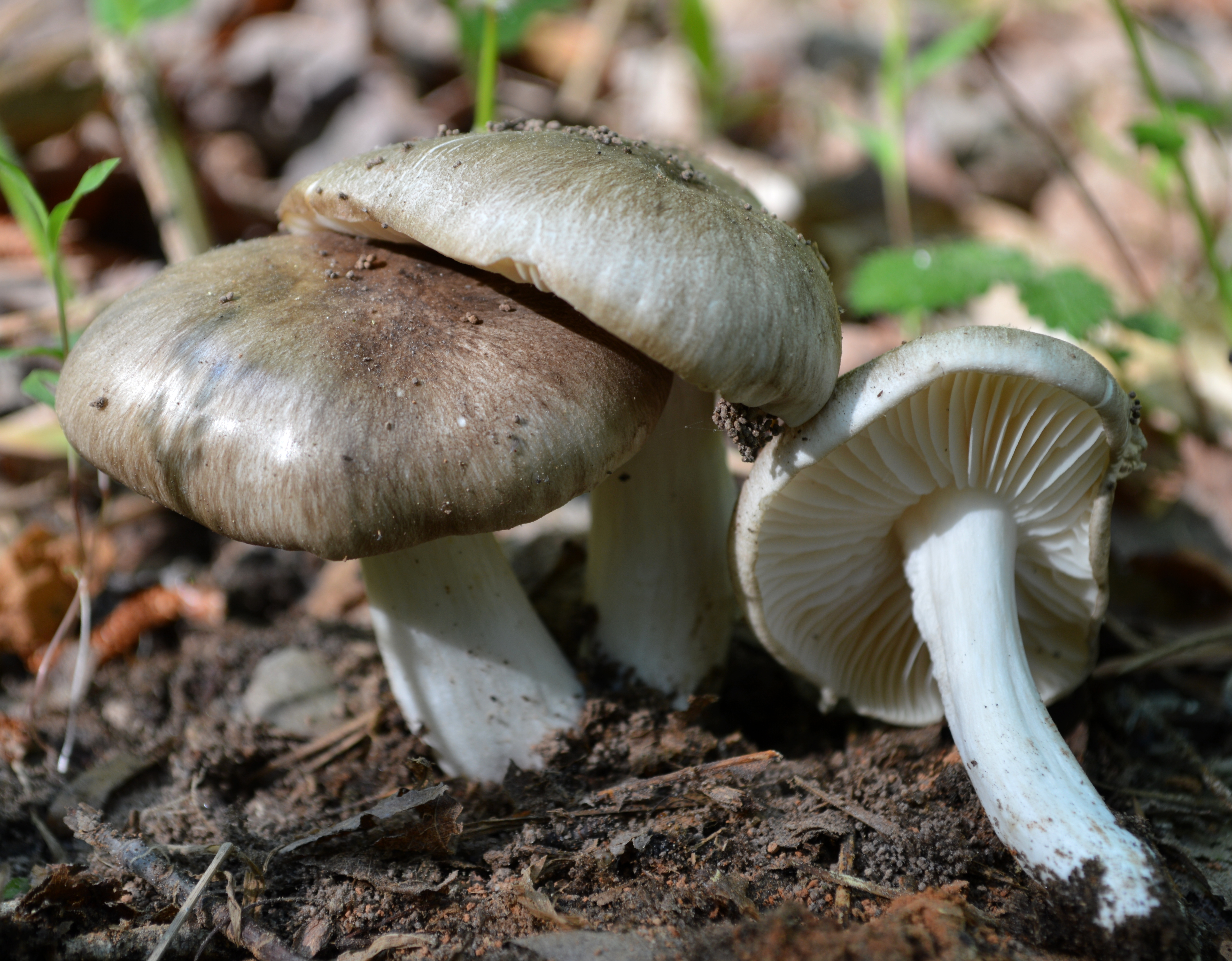
Megacollybia rodmanii
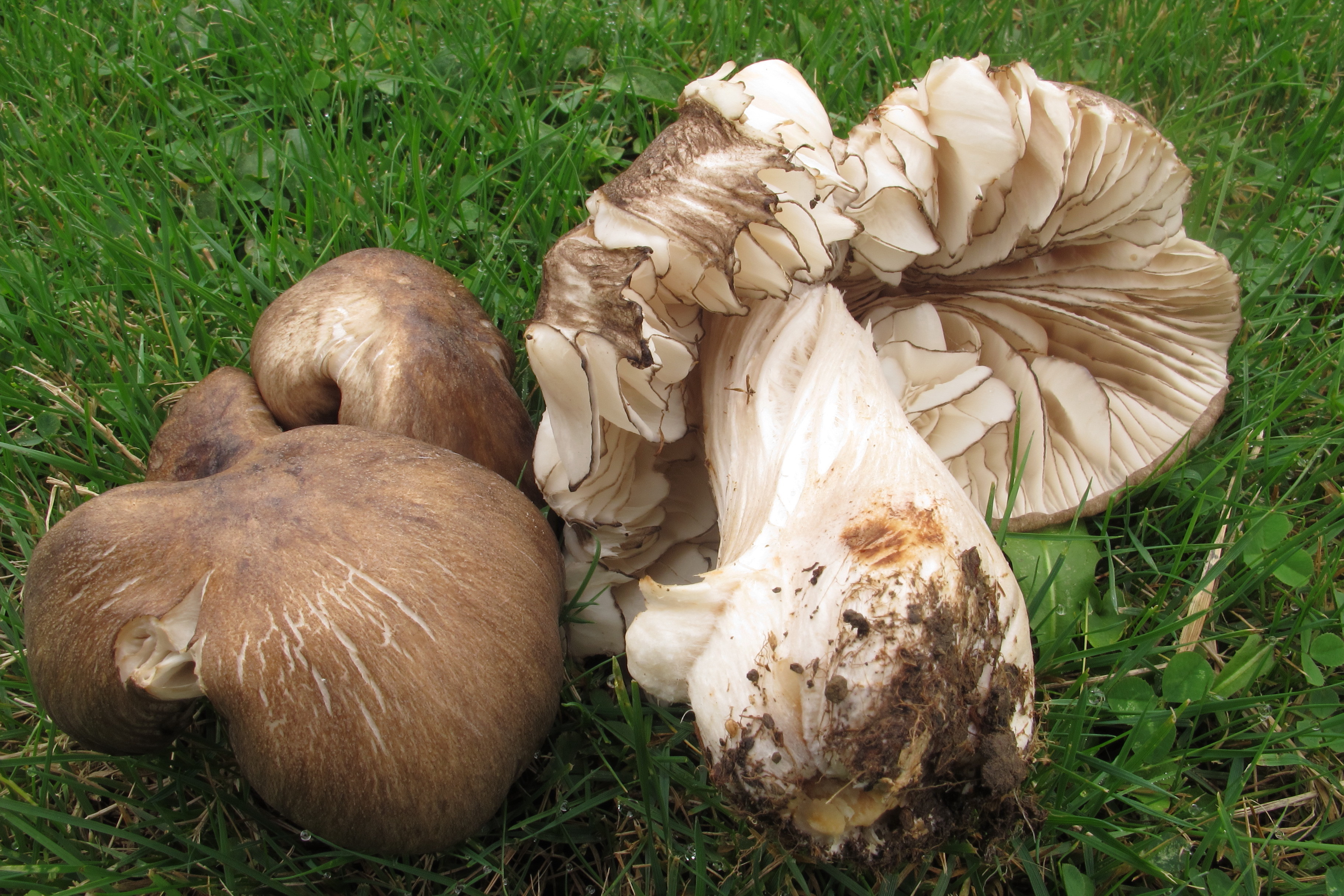
Megacollybia subfurfuracea